# ディス/コネクト
『ディス/コネクト』（Disconnect）は、2012年のアメリカ合衆国のドラマ映画。

## あらすじ
ベン・ボイド（ジョナ・ボボ）は、音楽好きの少年だ。彼には友人がいないが、ソーシャル・ネットワーキング・サービスを通じて、彼の楽曲に興味を持つジェシカと知り合う。何度もチャットして親密になったのち、彼は女性の求めに応じて裸の写真を送る。しかし、ジェシカを名乗っていた男子同級生のジェイソン・ディクソン（コリン・フォード）は、ベンの写真を学校中に広める。学校中の噂になっていることを知って絶望したベンは、自宅の部屋で自殺を図る。直後に姉のアビー（ヘイリー・ラム）が発見するが、病院に運び込まれたベンは全く意識を取り戻さない。
ベンの父親で弁護士のリッチ（ジェイソン・ベイトマン）は、ベンのSNSの相手がジェイソンであったことを突き止め、ジェイソンの家にやって来る。ジェイソンの父親であるマイク（フランク・グリロ）は、息子を守るため、リッチの前に立ちはだかる。

## キャスト
- リッチ・ボイド - ジェイソン・ベイトマン
- リディア・ボイド - ホープ・デイヴィス
- マイク・ディクソン - フランク・グリロ
- シンディ・ハル - ポーラ・パットン
- ニーナ・ダナン - アンドレア・ライズブロー
- デレック・ハル - アレクサンダー・スカルスガルド
- シューマッカー - ミカエル・ニクヴィスト
- カイル - マックス・シエリオット
- ピーター - ノーバート・レオ・バッツ
- ロバータ・ワシントン - ケイシー・レモンズ
- ジェイソン・ディクソン - コリン・フォード
- ベン・ボイド - ジョナ・ボボ
- アビー・ボイド - ヘイリー・ラム
- ハーヴェイ - マーク・ジェイコブス

## 発表
2012年9月3日、第69回ヴェネツィア国際映画祭にて上映され、9月11日、第37回トロント国際映画祭にて上映された。

## 評価
Metacriticでは24件のレヴューで64点を獲得した。Rotten Tomatoesでは74件のレヴューで69%を獲得した。